# Unterweissbach
Unterweissbach est une commune d'Allemagne située en Thuringe dans l'arrondissement de Saalfeld-Rudolstadt. Elle appartient à la communauté d'administration de la vallée moyenne de la Schwarza, dont le chef-lieu est Sitzendorf. Elle comprenait 856 habitants au 31 décembre 2008.

## Géographie
Unterweissbach est un village s'étendant le long d'une route de trois kilomètres dans la vallée de la Lichte, profonde de 200 mètres. Le barrage de Leibis-Lichte, qui est le troisième barrage par ordre de grandeur de Thuringe, se trouve au sud de la commune. La montagne de Quittelsberg, qui mesure 709 mètres, se trouve à deux kilomètres au sud-est du village.

## Histoire
Les premiers documents écrits évoquent la fondation du village en 1394 et le hameau de Quelitz qui en dépend est, quant à lui, fondé en 1370.
Ce village est fameux par sa manufacture de porcelaine, connue dans l'Europe entière, et fondée par Hermann Jost en 1882. La manufacture d'Unterweissbach devient ensuite en 1908 une partie de la manufacture de Schwarzbourg, fondée par Max Adolf Pfeiffer (1875-1957). Elle atteint alors jusqu'à la veille de la Seconde Guerre mondiale le sommet de sa popularité. Rachetée par Heinz Schaubach qui l'associe à la manufacture de Wallendorf et lui redonne une bonne santé économique jusqu'à sa nationalisation en 1953. Après la réunification en 1990, l'atelier prend une nouvelle dimension et vend ses produits à l'échelle internationale.

## Personnalités liées à la ville
- Klaus Schwabe (1939-2017), sculpteur né à Unterweissbach.